# Germánium
A germánium ritka fémes elem, amely vegyületeiben mint 2 és 4 vegyértékű pozitív ion szerepel. Rendszáma 32, vegyjele Ge, atomtömege: 72,64 g/mol.

## Felfedezése
Ezt az elemet Clemens Winkler fedezte fel 1886-ban az argirodit ásványban, és nevezte el Németország latin nevéről, Germania-ról. Előállítása is a Freiberg mellett előforduló argiroditból történt, amely ásvány ezüst-szulfidból és germánium-szulfidból állt.
1871-ben Mengyelejev a periódusos rendszere alapján kifejtette azon gondolatát, miszerint a IV. csoportnak van még egy ismeretlen eleme. Megjósolta tulajdonságait és még nevet is adott neki: ekaszilícium, utalva ezzel a szilíciumhoz való közelségére. Pontosan 139 évvel ezelőtt 1886 februárjában a Freibergi Bányászati Akadémia egyik professzora felfedezte az ezüst új ásványát: az argiroditot. A teljes analízis céljából átadta a technikai kémia professzornak, Winkler Clemens-nek. A 48 éves tudóst az akadémia legjobb analitikusának tartották. Tanulmányozva az új ásványt, ő találta meg az új elemet 7%-os tömegarányban. A professzor elkülönítette az ismeretlen komponenst, tanulmányozta tulajdonságait és megértette, hogy valóban megtalálta a Mengyelejev által megjósolt új elemet, az ekaszilíciumot. A Winkler által használt germánium elkülönítési eljárása hasonlított a germánium modern ipari kinyerési módszereinek egyikére.

## Előfordulása
A germánium elterjedt elem, de csak nagyon kis koncentrációban fordul elő; a földkéreg átlagosan 1,5 g/t-t tartalmaz belőle. Réz- és cinkércekben kísérőként lelhető fel. Legfontosabb ásványai az argirodit, a kanfieldit, a germanit és a reniérit. Egyes növényekben feldúsul, emiatt vitatott elképzelések bukkantak fel a növények fiziológiájáról (vírusok elleni védekezés), és ami homeopátiás alkalmazásokhoz is vezetett.

## Jellemzői

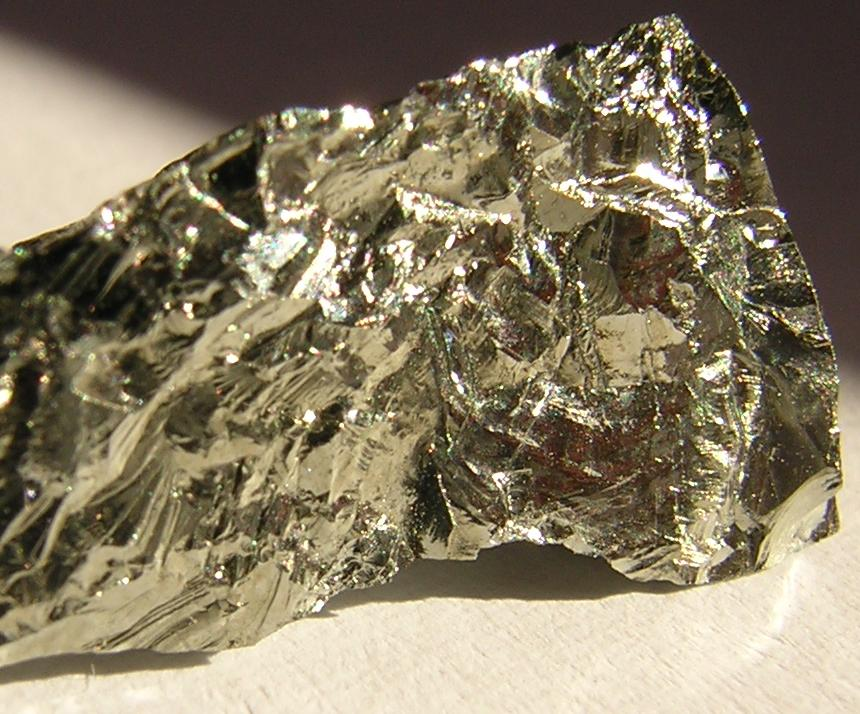
Germánium

Tiszta állapotban előállítva, szürkés-fehér rideg fém, sűrűsége 5,32 g/cm3, olvadáspontja 938 °C. Kémiai sajátságaira nézve az óncsoport fémeihez, de az antimonhoz is hasonlít. Szobahőmérsékleten nem, de oxigénben izzásig hevítve oxidálódik. Sósavban, kálilúgban, és híg kénsavban nem oldódik; a királyvíz feloldja, tömény salétromsav germánium-oxiddá oxidálja. Tömény és forró kénsavban, lúgos hidrogén-peroxidoldatokban germánium-dioxid-hidráttá alakul. Sói a lángot nem festik meg. Két és négy vegyértékű.
A germánium a vízhez hasonló sűrűséganomáliát mutat: folyékony halmazállapotban nagyobb a fajlagos sűrűsége, mint szilárd halmazállapotban. Tiltott sávszélessége szobahőmérsékleten 0,67 eV, ezért félvezetőnek számít. A germánium lapkák törékenyebbek, mint a szilíciumból készültek.

## Vegyületei

### Kloridjai
Vegyületei közül megemlíthetők a germánium-kloridok:
- A germániumklorür (germánium-diklorid, GeCl2) színtelen, 72 °C-on forró folyadék, amely a germánium porának sósavgázban való hevítésekor képződik.
- germániumot klórgázban hevítve germánium-klorid (GeCl4) képződik. Szintén folyékony, forráspontja 86 °C.

### Oxidjai
- germánium-oxid (GeO) és germánium-dioxid (GeO2) ismeretes. Utóbbi a germánium oxigénben való elégetésekor is képződik. Fehér por, vízben kissé oldható; savjellegű vegyület.

### Szulfidjai
- germánium-szulfid (GeS), vörösbarna kristálykákból áll és a germánium-diszulfidból képződik, azt hidrogénáramban redukálva. A germániumsók oldatából, ha azokat sósavval erősen megsavanyítjuk, a kén-hidrogén fehér csapadék alakjában germánium-diszulfidot (GeS2) választ le.

## Felhasználása
Az integrált áramkörök félvezető alapanyaga, gyakran szilíciummal keverik. Emellett használják az orvoslásban és táplálékkiegészítőként is szerves organikus állapotában.
.

### Integrált áramkörök
Félvezető tulajdonsága miatt az elektronika fő alapanyaga volt, amíg a szilícium vissza nem szorította. Nagyfrekvenciás eszközökben, detektorokban még ma is alkalmazzák. Napelemekben a gallium-arzenidet részben germánium lapkákra viszik fel, mivel a két anyag rácsállandója közel azonos. A felvitel epitaktikus növesztéssel történik.
A másik fő felhasználási területe az infravörös optika. Ablakokat és lencserendszereket gyártanak poli- vagy monokristályos germániumból, de készítenek belőle infravöröst áteresztő optikai üvegeket is. Ezeket éjjellátó készülékekben és hőkamerákban alkalmazzák. Ezekkel látható például, hogy hol szivárog el a hő a házakból.
Germániumot használnak az optikai szálakhoz és a poliészterszálakhoz. A teljes visszaverődés érdekében a szálakat germánium-tetraklorid segítségével belülről germánium-oxiddal vonják be. Az optikai szálak egyik fő felhasználási területe a távközlés. A poliésztergyártásban a germánium-oxidot katalizátornak használják, így készül például az újrahasznosítható PET, azaz a polietilén-tereftalát.
Nagy tisztaságú egykristályként a germánium sugárdetektorként szolgál.
Az acéllal ellentétben a germánium kristályszerkezetét nem rombolja a neutronsugárzás, mivel az atomok rugalmasan ütköznek a neutronokkal. Ezt eddig még nem használták ki a reaktorokban.

### Egészségügy
A nukleários gyógyászatban a 68Ge a gallium-68 anyanukleidja. Emellett a 68Ge a PET detektorainak kalibrálására is szolgál.
A hagyományos orvoslás nem használ germánium tartalmú gyógyszereket. A spirogermániumot a rákbetegek kemoterápiájához használták, de hatásossága kérdéses. A homeopátiában a germániumot germanium metallicum néven alkalmazzák. Az Európán kívüli piacokon létezik di-calium-germanium-citrat-lactat alapú homeopátiás készítmény.
A bi(carboxyethyl)germaniumsesquioxid (Ge-132) táplálékkiegészítőként egy sor betegség ellen használatos, így a rák, a krónikus fáradtság, az immungyengeség, az AIDS, a magas vérnyomás, az ízületi gyulladás és az ételallergiák ellen. Eddig nincs tudományosan bizonyítva, hogy javítana a betegek állapotán.

## Élettani hatása
A germánium és vegyületei viszonylag kevéssé mérgezők. Nyomokban előfordulnak a veteménybabban, az osztrigafélékben, a paradicsomlében, a tonhalban és a fokhagymában. A tudomány jelenlegi állása szerint nem esszenciális nyomelem, és nincsenek ismert feladatai a szervezetben. A szénhidrát-anyagcserében lehet szerepe. Hiánybetegsége nem ismert.

### Mérgezés
Embernél germániummérgezés csak szervetlen germániumvegyületek táplálékkiegészítőként való bevétele után történt. Az első tünetei étvágytalanság, fogyás, izomgyengeség, kimerültség. Ezt követik a vese működési zavarai, egészen a veseelégtelenségig. A vese beidegződése is károsodhat. A vese működését nem sikerült helyreállítani a túlélőkben. A mérgezés mechanizmusát eddig még nem tárták fel teljesen, de megfigyelték az ideg- és a vesesejtek mitokondriumainak károsodását.
A klinikai tanulmányok a spirogermánium bevétele után idegrendszeri károsodásokat is feljegyeztek. Az 1980-as években sejtosztódást gátló hatásra tesztelték. Egészséges önkénteseken végzett kísérletek nem állnak rendelkezésre. Állatkísérletekből tudjuk, hogy a germánium kis mértékű akut mérgezőképességgel bír. A nagy adag germániumvegyülettel való akut mérgezés tünetei az értágulás, a szemhéj leesése, a bőr kékes elszíneződése, a reszketés, végül a halál. A szervetlen germániumvegyületek által kiváltott krónikus mérgezés tünetei a fogyás, a szervek zsugorodása, a veseelégtelenségig menő vesekárosodás. A szerves germániumvegyületek nem ennyire mérgezők, fogyást és vérszegénységet idéznek elő. A termékenységet rontó hatásokról csak kevés adat áll rendelkezésre. A nátrium-germániát patkányokban nem okozott rákot.

### Kölcsönhatásai
Vitatják, hogy vajon a germánium kölcsönhatásba lép-e a csontanyagcserében részt vevő szilíciummal. Blokkolhatja a vizelethajtó gyógyszerek és egy sor enzim hatását, így például a dehidrogenázokét. Az egerek tovább alszanak, ha a hexabarbital mellé germániumvegyületeket kapnak. Ez arra mutat, hogy a cytochrom P450 aktivitását is csökkenti. Egyes beszámolók szerint szerves germániumvegyületek hatástalanítják a glutation-S-transzferázt, ami a mérgek kiválasztásában vesz részt.

### Részvétele az anyagcserében
A germánium szájon át könnyedén bejut a szervezetbe. Az egész testben szétoszlik, de felhalmozódik a vesében és a pajzsmirigyben. A szervetlen vegyületekkel ellentétben a szerves germániumvegyületek nem halmozódnak fel. A gallium, illetve vegyületei főként a vizeletbe választódnak ki, és részben az epével és a széklettel távoznak a szervezetből. Eddig csak kevés cikk foglalkozott a germánium részvételével az anyagcserében.